# 風間レイ
風間 レイ（かざま レイ）は日本のライトノベル作家、小説家。2020年、『転生令嬢は精霊に愛されて最強です……だけど普通に恋したい!』でTOブックスからデビューした。猫好き兼業作家。

## 作品リスト
TOブックス
1. 転生令嬢は精霊に愛されて最強です……だけど普通に恋したい!（2020年3月10日）
2. 転生令嬢は精霊に愛されて最強です……だけど普通に恋したい!2（2020年6月10日）
3. 転生令嬢は精霊に愛されて最強です……だけど普通に恋したい!3（2020年9月19日）
4. 転生令嬢は精霊に愛されて最強です……だけど普通に恋したい!4（2020年12月10日）
5. 転生令嬢は精霊に愛されて最強です……だけど普通に恋したい!5（2021年3月19日）
6. 転生令嬢は精霊に愛されて最強です……だけど普通に恋したい!6（2021年9月18日）
7. 転生令嬢は精霊に愛されて最強です……だけど普通に恋したい!7（2022年6月20日）
8. 転生令嬢は精霊に愛されて最強です……だけど普通に恋したい!8（2022年9月20日）
9. 転生令嬢は精霊に愛されて最強です……だけど普通に恋したい!9（2023年4月20日）
10. 転生令嬢は精霊に愛されて最強です……だけど普通に恋したい!10（2023年10月10日）
11. 転生令嬢は精霊に愛されて最強です……だけど普通に恋したい!11（2024年5月20日）
12. 転生令嬢は精霊に愛されて最強です……だけど普通に恋したい!12（2025年7月15日）

スターツ出版（ベリーズファンタジー）
1. 侯爵様のお抱え錬金術師はひっそり自由に暮らしたい！〜地味令嬢なのに規格外ポーションを作っていたら溺愛されたんですが〜（2022年11月5日）

## 漫画原作
1. 転生令嬢は精霊に愛されて最強です……だけど普通に恋したい！ （漫画： はな、キャラクター原案：藤小豆、コロナ・コミックス）